# خاکستری‌نهنگان
خاکستری‌نهنگان (نام علمی: Eschrichtiidae) نام یک خانواده از زیرراسته آب‌بازسانان بی‌دندان است.